# Корабель-супутник-1К № 1
«Корабель-супутник-1К № 1» (рос. Корабль-спутник-1К №1), інші назви «Восток-1К № 1», «Корабель-супутник (2)», «Супутник (5)» — радянський космічний апарат типу Восток-1К, прототип пілотованого космічного корабля Восток. Другий випробувальний запуск за програмою Восток.
Офіційно апарат не отримав ніякої назви, оскільки не вийшов на орбіту, але розробники його називали «Корабель-супутник-1К № 1»

## Опис
Апарат складався з агрегатного відсіку у формі з'єднаних широкими основами конуса і зрізаного конуса. До меншої основи зрізаного конуса кріпився спускний апарат. Агрегатний відсік мав довжину 2,25 м, найбільший діаметр 2,43 м і масу 2,27 т.
Спускний апарат у формі кулі діаметром 2,3 м і масою 2,46 т був вкритий теплозахистом і мав систему життєзабезпечення. Усередині у кріслі-катапульті у спеціальні капсулі розміщувались дві собаки — Чайка і Лисичка.

## Запуск
28 липня 1960 року о 9:31 UTC з космодрому Байконур ракетою-носієм «Восток» було запущено космічний апарат «Корабель-супутник-1К № 1» типу Восток-1К. Через 18 секунд після запуску зруйнувалась камера згоряння одного двигуна одного з прискорювачів, внаслідок чого прискорювач відокремився, оскільки не був фізично прикріплений до першого ступеня. Ракета вибухнула через 28,5 с після запуску. Хоча спускний апарат відокремився від корабля, вибух знищив його і пасажирів.